# مطار موندو
مطار موندو هو مطار داخلي يخدم مدينة موندو ثاني أكبر مدينة في تشاد.

## شركات الطيران
| شركات الطيران          | الوجهات       |
| ---------------------- | ------------- |
| الخطوط الجوية التشادية | انجمينا، سارة |